# لويس ألتاميرانو
لويس ألتاميرانو هو وزير وضابط وسياسي تشيلي، ولد في 5 يوليو 1867 في كونثبثيون في تشيلي، وتوفي في 25 يوليو 1938 في سانتياغو في تشيلي. نشط حزبياً في مستقل. وقد انتخب وزير الداخلية ‏.